# ポール・カドムス
ポール・カドムス（Paul Cadmus、1904年12月17日 - 1999年12月12日）は、アメリカ合衆国の芸術家。ニューヨーク州ニューヨーク市出身。
男性ヌードを描く芸術家としてアメリカで有名。彼の作品はエロティシズムと社会批判の要素を組み合わせており「magic realism」と呼ばれる。

## 略歴

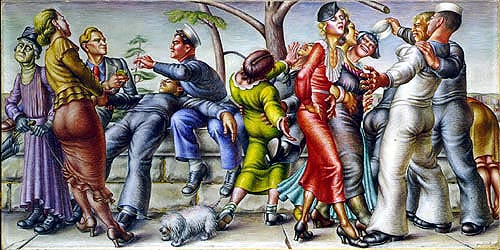
The Fleet's In

ニューヨークで、版画家、ブックデザイナーの息子に生まれた。15歳で学校を辞め、ナショナル・アカデミー・オブ・デザインで学び、1929年からアート・スチューデンツ・リーグ・オブ・ニューヨークでも学んだ。学んだ教師には、版画家、イラストレーターのジョセフ・ペネルやウィリアム・アウエルバッハ＝レビーがいる。広告会社で働いた後、1931年にしばらくパリやスペインを旅し、マヨルカ島でしばらく暮らし、資金が尽きた後アメリカに戻った。1934年に公共事業促進局の Public Works of Art Project から報酬を得て描いた壁画「The Fleet's In」に典型的な同性愛者を含む男女を描いたことで、非難を浴び、有名になった。1940年代、1950年代に「マジックリアリズム」のスタイルの作品を描いた。